# Šabalinskij rajon
Il Šabalinskij rajon (in russo Шабалинский район?) è un rajon dell'Oblast' di Kirov, nella Russia europea. Istituito nel 1929, il cui capoluogo è Leninskoe.